# Raonička kukavica
Raonička kukavica (lat. Serapias vomeracea), vrsta orhideje iz roda kukavica (Serapias). Raširena je po mediteranskim zemljama u Europi, Aziji i Africi. Raste i u Hrvatskoj (Istra)